# Virgilio Oñate Gil
Virgilio Oñate Gil (Madrid, 18 de diciembre de 1924 - Aravaca, Madrid, 1 de junio de 1987) fue un ingeniero, empresario y político español. Casado con Adoración de Mora Ruiz y con 10 hijos y 20 nietos.

## Biografía
Nacido en un hogar de la alta burguesía madrileña, fue hijo del que fuera Fundador y Director de la Cadena SER, Virgilio Oñate Sánchez y de Consuelo Gil Montaner, hija del ingeniero Nicolás Gil Dolz, maestra y una de las primeras mujeres en España en estudiar una carrera universitaria (Magisterio). Su hermana Pilar Gil Montaner es recordada como la primera mujer farmacéutica de la Comunidad Valenciana. Era prima hermana de Elisa Carpi, esposa del conde Joaquín Bau y dueña de la célebre “Villa Elisa”, en Benicasim, actualmente un museo y lugar de gran importancia cultural en los inicios del siglo XX.  
Fue el mayor de cuatro hermanos: María Teresa (casada con Eugenio Fontán, Marqués de Guadalcanal), Juan Manuel (casado con María Jesús Cuchet) y Paloma (casada con Adolfo Cotelo) Cuñado del director de la Cadena SER, Eugenio Fontán, que asumió el cargo tras la jubilación de su padre, Virgilio Oñate Sánchez.  
Se casó con Adoración (Dora) de Mora Ruiz y tuvo diez hijos: Virgilio, Federico, José Enrique, Dorita, Nicolás, Consuelo, Arantxa, Manuel, Pilar y Jacobo Oñate de Mora.  
Estudió el Bachillerato en el Colegio de Nuestra Señora del Pilar, en Madrid. Una vez titulado en Ingeniería de Caminos, Canales y Puertos en 1950, obtuvo el Premio Guerra Rubio de Fin de Carrera y el Doctorado y trabajó en el Instituto Eduardo Torroja. Durante catorce años trabajó como Ingeniero al servicio de la Administración Del Estado. 
Fue procurador en Cortes de Castellón por el tercio familiar en la legislatura de 1967. Más tarde fue nombrado director general de Obras Hidráulicas en el Ministerio de Obras Públicas y sucesivamente fue subsecretario y ministro de Agricultura, formando parte del primer Gobierno tras la muerte de Francisco Franco, bajo presidencia de Carlos Arias Navarro. Fue candidato por la UCD en las primeras elecciones constituyentes.
Con posterioridad se dedicó al mundo empresarial, llegando a presidir una sociedad de fabricación de hormigón. A partir de 1982 fue presidente de la Empresa Nacional del Petróleo (ENPETROL).